# Catalogo Kinsky/Halm
Il Catalogo Kinsky/Halm è un catalogo tematico-bibliografico delle opere di Ludwig van Beethoven pubblicato dalla casa editrice G. Henle Verlag nel 1951 con il titolo Das Werk Beethovens / Thematisch-bibliographisches Verzeichnis seiner sämtlichen vollendeten Kompositionen (Le opere di Beethoven / Catalogo tematico-bibliografico delle sue composizioni completate) e curato da Georg Kinsky, riveduto e aggiornato da Hans Halm.
Il catalogo contiene l'elenco delle opere di Beethoven con numero di opus (138 numeri), quelle senza numero di opus (Werke ohne Opus = WoO), e le opere dubbie e spurie. Esso contiene anche una serie di indici, fra i quali quello delle dediche e quello dei lieder elencati per titolo e per incipit del testo.
Dopo essere stato per decenni un insostituibile punto di riferimento per gli studiosi beethoveniani, è oggi sostituito dal nuovo catalogo tematico, sempre pubblicato da Henle Verlag ed edito da Kurt Dorfmüller, Norbert Gertsch e Julia Ronge.